# Рудолф Нурејев
Рудолф Хаметович Нурејев (рус. Рудольф Хаметович Нуреев, тат. Rudolf Xämät ulı Nuriev; близу Иркутска, 17. март 1938 — Левалоа Пере, 6. јануар 1993) је био татарски балетски играч, звезда светске балетске сцене. Један од највећих играча 20. века, затражио је политички азил у Паризу јуна 1961. године, после чега је почела његова светска каријера. Упамћен је по главним улогама у многим балетима, међу којима су и Лабудово језеро, Жизела и Петрушка.
Нурејев је рођен у транссибирском возу у близини Иркутска, у Сибиру, у Совјетском Савезу, у татарској породици. Своју рану каријеру започео је са компанијом која се у совјетско доба звала Киров балет (а сада носи оригинални назив Маријински балет) у Лењинграду. Он је пребегао је из Совјетског Савеза на Запад 1961, упркос напорима КГБ-а да га заустави. Ово је био први пребег совјетског уметника током Хладног рата и створио је међународну сензацију. Наставио је да игра са Краљевским балетом у Лондону, а од 1983. до 1989. био је директор Балета Париске опере. Нурејев је такође био кореограф и био је главни кореограф Балета Париске опере. Произвео је сопствене интерпретације бројних класичних дела, укључујући Лабудово језеро, Жизел и Бајадеру.

## Рани живот
Нурејев деда, Нурахмет Фазлијевич Фазлијев, и његов отац, Хамит Фазлијевич Нурејев (1903–1985), били су из Асанова у Шариповској парохији у Уфском округу губерније Уфа (данас Уфски округ Републике Башкортостан). Његова мајка, Фарида Аглиуловна Нурејева (Аглиулова) (1907–1987), рођена је у селу Татарско Тјугулбаево, Кузнечихинска парохија, губернија Казањ (данас Алкејевски округ Републике Татарстан).
Нурејев је рођен у транссибирском возу у близини Иркутска, у Сибиру, док је његова мајка Фарида путовала у Владивосток, где је био стациониран његов отац Хамет, политички комесар Црвене армије. Он је одгајан као једини син са три старије сестре у татарској муслиманској породици. У својој аутобиографији, Нурејев је забележио о свом татарском наслеђу: „Моја мајка је рођена у прелепом древном граду Казању. Ми смо муслимани. Отац је рођен у малом селу близу Уфе, главног града Републике Башкирије. Стога са обе стране наши рођаци су Татари и Башкири. Не могу тачно да дефинишем шта ми значи бити Татар, а не Рус, али ту разлику осећам у себи. Наша татарска крв тече некако брже и увек је спремна да прокључа".

## Каријера

### Образовање на Ваганова академији
Када је његова мајка повела Нурејева и његове сестре на представу балета Песма ждралова, он се заљубио у игру. Као дете, охрабривали су га да игра на башкирским народним представама, а учитељи су убрзо приметили његову презрелост и подстакли га да тренира у Лењинграду (данас Санкт Петербург). На турнеји у Москви са локалном балетском компанијом, Нурејев је био на аудицији за Бољшој балет и био је примљен. Међутим, сматрао је да је балетска школа Маријинског најбоља, те је напустио локалну турнеју и купио карту за Лењинград.
Због поремећаја совјетског културног живота изазваног Другим светским ратом, Нурејев није могао да се упише у велику балетску школу све до 1955. године, са 17 година, када га је примила Ваганова Академија руског балета Лењинграда, придружена школа Маријинског. Балет. За њега се професионално заинтересовао балетски мајстор Александар Иванович Пушкин и дозволио Нурејеву да живи са њим и његовом супругом.